# The Ronettes
The Ronettes — американський дівочий гурт, утворений 1959 року у Нью-Йорку під назвою The Dolly Sisters.

## Склад
До складу гурту входили:
- Вероніка «Ронні» Беннетт (Veronica «Ronnie» Bennett), нар. 10 серпня 1943, Нью-Йорк, США — пом. 12 січня 2022 — вокал;
- Естелл Беннетт (Estelle Bennett), нар. 22 липня 1944, Нью-Йорк, США — вокал
- Недра Толлі (Nedra Talley), нар. 27 січня 1946, Нью-Йорк, США — вокал[1].

## Кар'єра
На початку своєї кар'єри це сімейне тріо, яке складалося з двох рідних сестер Беннетт та двоюрідної Недри Толлі, виступало як танцювальний гурт. 1961 року їм вдалось отримати постійне місце у відомому клубі «Peppermint Lounge», де тоді панував твіст. Того ж року, удосконаливши свої вокальні дані після відвідувань уроків співу, дівчата уклали угоду з фірмою «Colpix». Перший сингл тріо «І Want A Boy» було видано під назвою гурту Ronnie & The Relatives, але вже наступний — «Silhouettes», що з'явився 1962 року, — як The Ronettes. Гурт записав ще кілька синглів для «Colpix» та «May» і потрапив на платівку відомого диск-жокея Murray The K. під назвою «Live From The Brooklyn Fox». Незабаром Ronettes уклали угоду з Філом Спектором та його фірмою «Philles». Першим підсумком їх співпраці став сингл «Be My Baby», який досяг американського та британського Тор 5. Чималого успіху здобула також пісня «Baby I Love You», яка гостювала у першій двадцятці по обидва боки Атлантики.
Роман продюсера з Ронні (1968 року вони одружилися) став причиною того, що Спектор резервував свої найкращі композиції для коханої, і хоча такі сингли, як «The Best Part Of Breaking Up», «Walking In The Rain» (1964) чи «Is This What I Get For Loving You» (1965), не користувалися успіхом ранніх записів The Ronettes, однак вони все ж потрапили до списку найкращих поп-синглів всіх часів.
1966 року після виходу Спектора з шоу-бізнесу, гурт припинив свою діяльність. Але 1969 року тріо під новою назвою The Ronettes Featuring The Voice Of Veronica повернулось з синглом «You Came, You Saw, You Conquered», який, на жаль, зазнав комерційної невдачі. 1973 року Ронні утворила новий гурт Ronnie & The Ronettes разом з вокалістками Деніз Едвардс (Denise Edwards) та Чіп Філдс (Chip Fields). Того ж року вони дебютували на фірмі «Buddah» з синглом «Lover Lover», а після зміни назви на Ronnie Spector & The Ronettes 1974 року записали другий — «І Wish I Never Saw The Sunshine». Пізніше Ронні зосередилась на сольній кар'єрі.